# 파리의 심판
파리의 심판(Judgment of Paris)은 1976년 5월 24일 Steven Spurrier에 의해 프랑스파리에서 열린 프랑스 포도주와 캘리포니아 포도주의 시음회이다. 레드 와인 부분에서는 Stag's Leap Wine Cellars가 1위를, 화이트 와인 부분에서는 샤토 몬텔레나가 1위를 하였다. Spurrier는 캘리포니아 와인의 우수함이 알려질수 있으나 프랑스 와인이 일방적으로 우세할 것이라 생각했다. 캘리포니아 와인은 1위를 못 할거라 믿었지만, 레드 및 화이트 부분 둘다 캘리포니아 와인이 1위를 하였다. 이 대회에 유일하게 참석한 Time지 기자 조지 M. 테이버(en)는 결과를 즉시 잡지에 공개하였다. 미국의 독립 200주년을 기념하며 가벼운 이벤트성으로 준비했던 시음회가 미국여론에서 관심집중하며 이슈화가 되며 일파만파로 커졌으며 프랑스 와인업계도 충격을 받았다. 뉴욕 타임즈는 "1976년 파리 와인 시음은 캘리포니아 와인이 와인 생산과 명성 확대에 혁명적인 영향을 끼쳤다."라고 발표하였다. 이 대회를 소재로 한 영화 와인 미라클이 2008년 개봉하였다.